# Kiev Slavs
I Kiev Slavs ((UK)  Київські Словяни) sono una squadra di football americano di Kiev, in Ucraina; fondati nel 1992 come Kiev Hawks, fra il 1995 e il 1999 si chiamarono Kiev Destroyers. Hanno vinto 2 campionati ucraini.

## Dettaglio stagioni

### Tornei nazionali

#### Campionato

##### Campionato ucraino/NFAFU Viša Liga/ULAF Top Liga/ULAF Superleague/ULAF League One (primo livello)
| Stagione | regular season | regular season | regular season | regular season | regular season | regular season | playoff | playoff | playoff | playoff | playoff | playoff                                 | playoff           |
|          | Vin            | Par            | Per            | Tot            | PF             | PS             | Vin     | Per     | Tot     | PF      | PS      | risultato                               | avversaria        |
| -------- | -------------- | -------------- | -------------- | -------------- | -------------- | -------------- | ------- | ------- | ------- | ------- | ------- | --------------------------------------- | ----------------- |
| 1999     | 2              | 0              | 6              | 8              | 77             | 150            | 0       | 1       | 1       | 21      | 28      | Quarto posto                            | Kiev Gepards      |
| 2000     | 4              | 0              | 4              | 8              | 123            | 132            | 1       | 0       | 1       | 14      | 2       | Vincitori della Coppa della Federazione | Kharkiv Titans    |
| 2001     | 6              | 0              | 0              | 6              | 227            | 40             | 1       | 1       | 2       | 53      | 21      | Finale                                  | Donetsk Scythians |
| 2002     | 4              | 0              | 0              | 4              | 185            | 0              | 1       | 1       | 2       | 44      | 26      | Finale                                  | Donetsk Scythians |
| 2003     | 1+?            | 0+?            | 0+?            | 2              | 61+?           | 0+?            | 0+?     | 1       | 1+?     | ?       | ?       | Finale                                  | Donetsk Scythians |
| 2015     | 5              | 0              | 1              | 6              | 119            | 87             | 1       | 1       | 2       | 36      | 29      | Terzo posto                             | Kiev Bulldogs     |
| 2018     | 1              | 0              | 5              | 6              | 24             | 220            | -       | -       | -       | -       | -       | -                                       | -                 |
| 2019     | 1              | 0              | 3              | 4              | 27             | 106            | -       | -       | -       | -       | -       | -                                       | -                 |
| 2020     | 0              | 0              | 2              | 2              | 32             | 54             | 0       | 1       | 1       | 14      | 56      | Quarti di finale                        | Kharkiv Atlantes  |
| 2021     | 0              | 0              | 6              | 6              | 34             | 209            | -       | -       | -       | -       | -       | -                                       | -                 |
| Totale   | 24+?           | 0+?            | 27+?           | 52             | 909+?          | 998+?          | 4+?     | 6       | 10+?    | 182+?   | 162+?   |                                         |                   |

Fonti: Enciclopedia del Football - A cura di Roberto Mezzetti

##### Divizion B
| Stagione | regular season | regular season | regular season | regular season | regular season | regular season | playoff | playoff | playoff | playoff | playoff | playoff                  | playoff          |
|          | Vin            | Par            | Per            | Tot            | PF             | PS             | Vin     | Per     | Tot     | PF      | PS      | risultato                | avversaria       |
| -------- | -------------- | -------------- | -------------- | -------------- | -------------- | -------------- | ------- | ------- | ------- | ------- | ------- | ------------------------ | ---------------- |
| 2016     | 5              | 0              | 1              | 6              | 185            | 76             | 0       | 1       | 1       | 8       | 54      | Sconfitti allo spareggio | Vinnytsia Wolves |
| 2017     | 0              | 0              | 6              | 6              | 22             | 189            | -       | -       | -       | -       | -       | -                        | -                |
| Totale   | 5              | 0              | 7              | 12             | 207            | 265            | 0       | 1       | 1       | 8       | 54      |                          |                  |

Fonti: Enciclopedia del Football - A cura di Roberto Mezzetti

### Tornei locali

#### Donbass Arena Bowl
| Stagione | regular season | regular season | regular season | regular season | regular season | regular season | playoff | playoff | playoff | playoff | playoff | playoff      | playoff       |
|          | Vin            | Par            | Per            | Tot            | PF             | PS             | Vin     | Per     | Tot     | PF      | PS      | risultato    | avversaria    |
| -------- | -------------- | -------------- | -------------- | -------------- | -------------- | -------------- | ------- | ------- | ------- | ------- | ------- | ------------ | ------------- |
| 2008     | -              | -              | -              | -              | -              | -              | 1       | 1       | 2       | 20      | 18      | Quarto posto | Lugansk Celts |
| Totale   | -              | -              | -              | -              | -              | -              | 1       | 1       | 2       | 20      | 18      |              |               |

Fonti: Enciclopedia del Football - A cura di Roberto Mezzetti

### Riepilogo fasi finali disputate
| Anno              | Luogo   | Evento             | Fase del torneo              | Incontro                       | Risultato |
| 1999              |         | Campionato         | Finale 3º - 4º posto         | Kiev Gepards - Kiev Destroyers | 28 - 21   |
| 14 ottobre 2000   |         | Campionato         | Coppa della Federazione      | Kiev Slavs - Kharkiv Titans    | 14 - 2    |
| 15 luglio 2001    |         | Campionato         | Finale                       | Donetsk Scythians - Kiev Slavs | 21 - 14   |
| 19 ottobre 2002   |         | Campionato         | Finale                       | Donetsk Scythians - Kiev Slavs | 20 - 14   |
| 2003              |         | Campionato         | Finale                       | Donetsk Scythians - Kiev Slavs | v - p     |
| 1º marzo 2008     | Donec'k | Donbass Arena Bowl | Finale 4º - 5º posto         | Kiev Slavs - Lugansk Celts     | 6 - 0     |
| 3 ottobre 2015    |         | NFAFU Viša Liga    | Finale 3º - 4º posto         | Kiev Bulldogs - Kiev Slavs     | 7 - 18    |
| 11 settembre 2016 | Kiev    | Divizion B         | Spareggio playoff Divizion A | Vinnytsia Wolves - Kiev Slavs  | 54 - 8    |
| 26 settembre 2020 | Charkiv | ULAF League One    | Quarti di finale             | Kharkiv Atlantes - Kiev Slavs  | 56 - 14   |

## Palmarès
- 2 Campionati ucraini (2004, 2007)
- 1 Coppa della Federazione (2000)
- 1 Coppa di Ucraina (2008)